# Décès en 881
Décès
- 877
- 878
- 879
- 880
- 881
- 882
- 883
- 884
- 885

Cette page dresse une liste de personnalités mortes au cours de l'année 881 :
- 2 janvier : Odon Ier, évêque de Beauvais.

- David Ier d'Ibérie, prince-primat d'Ibérie de la dynastie des Bagrations.
- Gabriel Ier de Kakhétie, prince de Kakhétie.
- Bárid mac Ímair, roi de Dublin.
- Gouaram Mamphali, prince de Djavakéti et de Samtskhé de la dynastie des Bagratides.

## Crédit d'auteurs
- Cet article est partiellement ou en totalité issu de l'article intitulé « 881 » (voir la liste des auteurs).